# NGC 3463
NGC 3463 (również PGC 32813) – galaktyka spiralna (Sb), znajdująca się w gwiazdozbiorze Hydry. Odkrył ją John Herschel 26 marca 1835 roku.